# Тодор Габаров
Тодор Василев Габаров (също и Габарев) е български офицер, генерал-майор, командир на дружина от 53-ти пехотен осоговски полк през Балканската (1912 – 1913) и Междусъюзническата война (1913), командир на 2-ра бригада от 4-та пехотна преславска дивзия през Първата световна война (1915 – 1918).

## Биография
Тодор Габаров е роден на 1 юли 1864 г. в казанлъшкото село Габарево, Османска империя. Военната си служба започва от 25 юли 1877 г.
Приет в редовете на българското опълчение на 15 октомври 1877 година, когато е едва на 13 години, но поради възрастта си е включен в опълченските списъци със специален протокол едва през 1929 г.
Завършва Военното училище в София през 1885 г. и на 18 ноември е произведен в чин подпоручик. От 1900 г. е командир на рота в дванадесети резервен полк. През 1909 г. е началник на 7-о полково военно окръжие, а от 1911 г. е помощник-командир на 32-ри пехотен загорски полк. По време на Балканските войни е командир на дружина в 53-ти пехотен осоговски полк. По време на Първата световна война е командир на 2-ра бригада от четвърта пехотна преславска дивизия. По-късно командва бригада от Беломорската отбрана. През 1918 г. е уволнен от служба.
Тодор Габаров умира на 1 август 1958 година във Варна. Според някои източници е последно починалият български опълченец. но с оглед възрастта му при постъпването в редиците на българското опълчение и вписването му в опълченските списъци по-късно, според други източници за последен останал жив опълченец се смята починалият през 1954 г. Кръстьо Попов от Четвърта дружина. Че Тодор Габаров е последният жив опълченец личи от факта, щтото през 1957 г. е награден с орден „9 септември 1944“.
В Музея на Възраждането, Варна се съхраняват офицерската му парадна сабя и две снимки, направени по време на честванията за Трети март през 1935 година, на които Габаров е заедно с други от последните останали опълченци от Варна: Иван Драганов Чернев, Калчо Вълков, Андрей Темелков, Стефан Николов, Георги Минков и Атанас Иванов.

## Семейство
Тодор Габаров е женен и има 3 деца.

## Военни звания
- Портупей-юнкер
- Подпрапоршчик от руската войска (1885)
- Подпоручик от българската войска (19 ноември 1885)
- Поручик (1 април 1887)
- Капитан (1891)
- Майор (1902)
- Подполковник (18 май 1906)
- Полковник (18 май 1913)
- Генерал-майор (1918)

## Образование
- Симбирска военна прогимназия
- Киевско юнкреско училище (до 1885)
- Щаб офицерски курс в София

## Награди
- Военен орден „За храброст“ IV степен, 2-ри клас (Балкански войни)
- Военен орден „За храброст“ II степен, 2-ри клас (Първа световна война)
- Германски „Железен кръст“ (Първа световна война)
- Турска „Звезда“ (Първа световна война)
- Народен орден „За военна заслуга“ IV ст. на военна лента и V ст. на обикновена лента
- Орден „За заслуга“ на обикновена лента
- Орден „9 септември 1944 г.“ I степен с мечове (1958)